# Maurice Genevoix
Maurice Genevoix (Decize, 29 novembre 1890 – Jávea, 8 settembre 1980) è stato uno scrittore francese.

## Biografia
Cresciuto a Châteauneuf-sur-Loire, frequentò il liceo di Orléans e successivamente il liceo Lakannal. Ammesso poi alla scuola normale superiore, fu richiamato alle armi come ufficiale della riserva con lo scoppio della prima guerra mondiale. Ottenuto in breve il grado di luogotenente, prese parte alla battaglia della Marna e a violenti scontri nel settore della Mosa. Particolarmente traumatici per il futuro autore furono i combattimenti presso il villaggio di Les Éparges, nei dintorni di Verdun. Il 25 aprile 1915 fu gravemente ferito al braccio sinistro a Rupt-en-Woëvre e ospedalizzato sette mesi. Perso l'uso della mano sinistra a causa della ferita, fu riformato. L'anno seguente iniziò a pubblicare una serie di racconti basati sulla sua esperienza sul fronte occidentale e raccolti in quattro volumi nel 1949 sotto il titolo di Ceux de 14.
Ammalatosi di febbre spagnola nel 1919, si trasferì nel suo villaggio natale. Insignito del premio Blumenthal nel 1922, continuò il suo lavoro di scrittore pubblicando in successione Rémi des Rauches e Raboliot. Quest'ultimo lavoro gli valse il premio Goncourt. Nel 1927 si trasferì a Saint-Denis-de-l'Hôtel.
Dopo l'occupazione nazista della Francia Genevoix si trasferì nell'Aveyron, nel territorio della Repubblica di Vichy.
Il 24 ottobre 1946 fu eletto nell'Académie française. Dal 1958 al 1973 ricoprì l'incarico di segretario perpetuo dell'Académie française. Negli ultimi anni della sua vita, pienamente lucido, continuò il suo lavoro di scrittore e presiedette l'associazione Défense de la langue française.
Morì nel 1980 durante una vacanza in Spagna, nei pressi di Alicante, e fu sepolto nel cimitero di Passy a Parigi.

## Omaggi
In occasione del centenario della fine della prima guerra mondiale il presidente francese Emmanuel Macron ha annunciato che l'anno seguente le spoglie di Genevoix sarebbero state traslate al Pantheon di Parigi.
La cerimonia di inumazione è avvenuta poi l'11 novembre 2020.